# Al Qaws
Al Qaws pela Diversidade Sexual e de Gênero na Sociedade Palestina (em árabe: القوس للتعددية الجنسية والجندرية في المجتمع الفلسطيني; romaniz.: O Arco[-íris] do Pluralismo Sexual e de Gênero na Sociedade Palestina), frequentemente chamada simplesmente de Al Qaws, alQaws ou, em português, O Arco, é uma organização da sociedade civil palestina baseada no ativismo de base que tem como objetivo liderar a mudança cultural e social no país. A organização trabalha na defesa de direitos LGBT+, construindo comunidades e promovendo novas ideias sobre os papéis do gênero e da diversidade sexual no ativismo político, nas instituições, na sociedade civil, na mídia e na vida cotidiana. A organização se descreve como "queer-feminista " e, em relação aos territórios ocupados por Israel, "anticolonial" .
Em agosto de 2019, a Al Qaws foi proibida de operar na Cisjordânia. A proibição foi posteriormente retirada no final do mesmo mês.

## História
Em 2001, a organização começou como um projeto local independente formado pela Jerusalem Open House. O grupo se separou e foi formalmente estabelecido como alQaws em 2007, tornando-se rapidamente a principal organização não-governamental em defesa dos direitos direitos LGBT+ na Palestina.
A alQaws atua promovendo espaços de trabalho e programas em diversas regiões da Palestina, incluindo comunidades rurais e urbanas. Suas atividades envolvem atendimento telefônico de apoio a pessoas transgênero, eventos "Hawamesh" para discutir sexualidade e um programa de formação de líderes em escolas, grupos de jovens e organizações de direitos humanos palestinas.
Em 2011, a alQaws, a Aswat e a ativista LGBT+ Sarah Schulman realizaram um evento na Palestina, onde organizaram a ida de uma uma delegação de pessoas LGBT+ dos Estados Unidos para o país.
No ano seguinte, a delegação publicou o documento “Uma Carta Aberta às Comunidades LGBT+ na Ocupação Israelense da Palestina”, motivada pela necessidade de desafiar o uso estratégico do chamado "pinkwashing", prática em que Israel promove políticas pró-LGBT+ para desviar a atenção das contínuas violações de direitos humanos contra palestinos. A carta denuncia a tentativa de dissociar a luta por direitos de gênero e sexualidade da resistência anticolonial, afirmando que a verdadeira liberdade LGBT+ só pode ser alcançada em conjunto com a justiça social e o fim da ocupação. O documento conclama as comunidades LGBT+ globais a reconhecer a interseccionalidade dessas lutas e a se posicionar contra a instrumentalização das pautas identitárias como ferramenta para encobrir opressões sistêmicas, defendendo uma solidariedade baseada no respeito à autodeterminação e nos direitos humanos universais.

Em 2013, o alQaws reuniu 70 palestinos, incluindo cantores e técnicos musicais, com o objetivo de se aproximar de jovens palestinos através da música e da cultura pop. Em 2014, a Al Qaws assinou conjuntamente com outras organizações civis um documento que apelava a uma investigação sobre os crimes de guerra cometidos por Israel durante a intitulada Operação Margem Protetora. Em abril de 2019, a alQaws, juntamente com o grupo ativista Pinkwatching Israel, apelaram a um boicote ao Festival Eurovisão da Canção 2019, realizado em Israel, em oposição ao "pinkwashing".
Em 26 de julho de 2019, um adolescente de 16 anos da cidade de Tamra, na Galileia, foi esfaqueado pelo seu irmão perto de um abrigo para jovens LGBT+ devido à sua orientação sexual/identidade de gênero. O acontecimento foi objeto de considerável debate na sociedade palestina, levando a uma declaração divulgada no dia seguinte pela alQaws e assinada por mais de trinta instituições palestinas condenando a violência contra pessoas com diferentes orientações sexuais e de gênero. O debate público também levou a uma manifestação liderada pela alQaws em 1º de agosto de 2019, em parceria com várias organizações LGBT+ e feministas palestinas, tendo mais de 200 pessoas presentes na Praça Al-Aseer, em Haifa.

## Localização
Atualmente, a organização está vinculada a quatro centros localizados nas cidades de Haifa, Jerusalém Oriental, Jafa e Ramala.